# Sukijaki

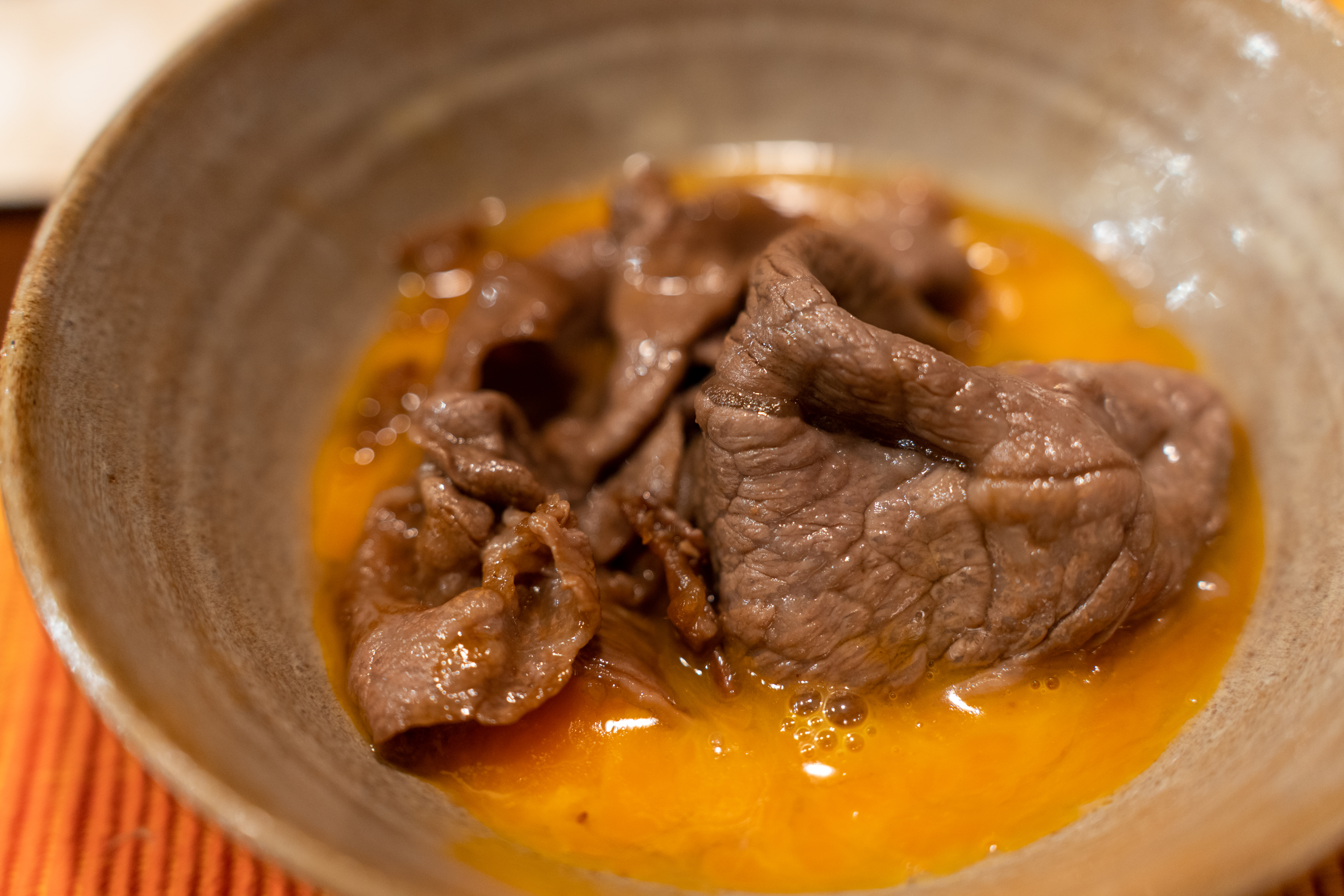
Sukijaki

Sukijaki (Sukiyaki, 鋤焼, すき焼き) je specialita japonské kuchyně. Patří do skupiny pokrmů zvaných nabemono, pro které je typická konzumace ve velké společnosti, například při novoročních oslavách bónenkai. Recept pochází z období Meidži, do té doby byla konzumace hovězího masa z náboženských důvodů zakázána.
Základní surovinou je kvalitní hovězí maso (ideálně svíčková), nakrájené plátky o síle okolo půl milimetru. V levnějších verzích pokrmu se používá také vepřové nebo drůbeží maso. Kousky masa se v zespoda vyhřívaném kotlíku zprudka orestují na oleji nebo na sádle, pak se k nim přidají další ingredience: japonské nudle, tofu, houby jako např. houževnatec jedlý a různé druhy zeleniny (čínské zelí, listy jedlé chryzantémy, cibule zimní, pór zahradní, ředkev setá bílá, mrkev obecná, bambusové výhonky). Vše se zalije mirinem a sojovou omáčkou a krátce se podusí. Strávníci sedí okolo společného kotlíku a vybírají si z vývaru hůlkami jednotlivá sousta, která si namáčejí do syrového rozkvedlaného vejce. Jako příloha se podává rýže. 
Sukijaki bylo jedním z prvních japonských jídel nebo vůbec japonských výrazů, které se dostaly do širšího povědomí západní veřejnosti. Proto začátkem šedesátých let uvedl japonskou píseň Kjú Sakamota „Ue o Muite Arukó“ (v české verzi známá jako Bílá vrána) producent Louis Benjamin na anglosaský hudební trh pod názvem Sukiyaki.